# Karoya (Cipicung)
Karoya is een bestuurslaag in het regentschap Kuningan van de provincie West-Java, Indonesië. Karoya telt 2216 inwoners (volkstelling 2010).